# Могойтуй (смт)
Могойту́й (рос. Могойтуй) — селище міського типу, центр Могойтуйського району Забайкальського краю, Росія. Адміністративний центр та єдиний населений пункт Могойтуйського міського поселення.

## Населення
Населення — 10231 особа (2010; 8586 у 2002).